# Europäisch-Baptistische Mission

Eduard Scheve, Gründer der deutschen baptistischen Mission

Die Europäisch-Baptistische Mission (EBM) ist ein Verbund von heute (2009) 26 nationalen baptistischen Missionsgesellschaften, der 1954 in Zürich gegründet wurde.
Gründungsmitglieder waren die Missionsgesellschaften der deutschen, der Schweizer und der französischen Baptisten. 1979 schloss sich die bis dahin eigenständige evangelisch-freikirchliche Missionsgesellschaft Missionarische Aktionen in Südamerika (MASA) der EBM an. Seitdem lautet das offizielle Kürzel EBM/MASA. Seit 2009 ist auch die Hans-Herter-Indienhilfe in die EBM integriert.

## Geschichte
Keimzelle der Europäisch-Baptistischen Mission ist die erste Konferenz des Bundes der Gemeinden getaufter Christen im Jahr 1849, zu deren Hauptthemen die Mission gehörte. Beschlossen wurde unter anderem eine Empfehlung an alle Bundesgemeinden, örtliche sogenannte MissionsComités zu initiieren.

### Anfänge

Eduard Scheve inmitten von Kamerunern

1890 entstand auf Vorschlag von Eduard Scheve in der Berliner Baptistengemeinde Bethel ein Missionskomitée Kamerun. Ziel war es, in der damals deutschen Kolonie mit einer Missionsarbeit zu beginnen. Bei der baptistischen Bundeskonferenz 1891 stellte Scheve den Antrag, die Aussendung von Heidenmissionaren" zu ermöglichen. Der Antrag wurde angenommen. Nur wenige Monate später reiste als erste Missionare der deutschen Baptisten das Ehepaar August und Anna Steffens am 10. November 1891 nach Kamerun aus. Erst 1897, also sechs Jahre später, wurde während 17. Bundeskonferenz der deutschen Baptisten in Barmen eine offizielle „Missionsgesellschaft der deutschen Baptisten“ errichtet. Am 28. November 1898 verlieh der deutsche Kaiser Wilhelm II. der baptistischen Missionsgesellschaft die Rechte einer juristischen Person. Ihr Sitz war bis 1911 Berlin-Steglitz und danach Neuruppin.
Nach dem Ersten Weltkrieg ging Kamerun offiziell in den Besitz des Völkerbundes über. Mit der Verwaltung des Mandatsgebietes wurden Frankreich und Großbritannien beauftragt. Die Missionsarbeit der deutschen Baptisten war aufgrund dieser veränderten politischen Verhältnisse nur noch sehr eingeschränkt möglich. Friedrich Wilhelm Simoleit, Vorsitzender der deutschen Kamerun-Mission, konnte allerdings noch 1930 die kameruner Missionsstationen besuchen. Mit Beginn des Dritten Reiches wurde die Missionsarbeit praktisch aufgegeben.

### Neubeginn alsEuropäisch-Baptistische Mission
Am Anfang der eigentlichen Europäisch-Baptistischen Missionsgeschichte stand ein Briefwechsel zwischen Jacob Meister, dem 1. Vorsitzenden des Bundes Evangelisch-Freikirchlicher Gemeinden in Deutschland, und Henri Vincent, dem Präsidenten des französischen Baptistenbundes. Meister, der die deutsche Missionsarbeit in Kamerun wieder aufnehmen wollte, hatte in seinem Schreiben den französischen Baptistenpräsidenten um Hilfe und vor allem um Fürsprache bei den Behörden gebeten. In seiner Antwort brachte Vincent einerseits seine politisch begründeten Bedenken gegen Meisters Vorhaben zum Ausdruck, machte aber andererseits einen Vorschlag, der heute als Ausgangspunkt für die Entstehung der Europäisch-Baptistischen Mission gewertet wird: „Wenn der Gedanke eines vereinten Europas wachsen sollte und Realität werden sollte, dann könnte es sehr wohl dazu kommen, dass alle Barrieren zwischen unseren Nationen fallen, und dass wir im Blick auf alle Dinge, einschließlich der Mission, nicht mehr in den Kategorien von Deutschland oder Frankreich, sondern im Blick auf Europa denken könnten. Ich bete darum. Könnte es nicht möglich sein, in diesem Fall eine Europäische Baptistische Missionsgesellschaft zu organisieren, einschließlich der französischen und deutschen Arbeiten, und Missionare auszusenden wohin auch immer?“
Am 17. und 18. September 1954 fand in Zürich eine erste Missionskonferenz statt. Neben dem deutschen und dem französischen Bund hatten auch Schweizer Baptisten ihre Delegierten dorthin entsandt. Während dieser Tagung kam es zur Gründung der Europäisch-Baptistischen Mission. Juristisch wurde die EBM als Verein nach Schweizer Recht mit Sitz in Zürich organisiert. Die Geschäftsstelle befand sich jedoch von Anfang an in Deutschland, zunächst in Bad Homburg v. d. H. und seit 1997 in Wustermark-Elstal.

### Missionarische Aktionen in Südamerika
Der Baptistenpastor Horst Borkowski, nahm 1969 die Einladung an, sechs Monate unter deutschstämmigen Einwohnern in Argentinien und Südbrasilien zu evangelisieren. Seine Ehefrau Bertraud Borkowski besuchte in dieser Zeit unter anderem die Waisenkolonie Liebich in Ijuí. Die gemeinsamen Eindrücke veröffentlichte Horst Borkowski in einem Buch und löste damit in den Kreisen der deutschen Evangelisch-Freikirchlichen Gemeinden Betroffenheit aus. 1972 kam es auf Initiative von Borkowski zur Gründung der Missionarischen Aktionen in Südamerika (MASA). Ihre Aufgabenstellung sah diese Organisation zunächst in der Unterstützung von missionarisch-diakonischen Projekten in Argentinien und Brasilien. Gefördert wurden unter anderem die bereits erwähnte Kinderheimat Liebich, die Arbeit unter Toba-Indianern im Chaco und unter Grenzbewohnern im Gebiet Vila Bela / Mato Grosso. Weitere Projekte – darunter der Aufbau einer Bibelschule in Ijui – folgten. 1980 wurde in Peru ein neues Arbeitsfeld eröffnet. 1992 weitet sich die Missionsarbeit nach Bolivien aus und erreicht 1998 Kuba.
Seit 1979 sind die MASA in die Europäisch-Baptistische Mission integriert, haben aber ihren eigenen Arbeitsschwerpunkt.

### Indienhilfe
Seit 2009 ist die Hans-Herter-Indienhilfe offizielle Mitgliedsorganisation der EBM. Begonnen wurde sozialdiakonische Missionsarbeit 1960 durch Hans Herter, Ministerialrat in Bonn. Er initiierte damals eine Spendenaktion zugunsten des Brown Memorial Hospitals in Ludhiana / Nordindien, an dem der deutsche Arzt Hans Grüber über 13 Jahre tätig war. Im Laufe der Jahre kamen weitere Projekte hinzu. Im Jahr 2009 befanden sich folgende Projekte auf der Unterstützungsliste der Hans-Herter-Indienhilfe: Notspeisungsprogramme, Augenrettungsdienste (drei Kliniken und ein mobiler Dienst), zehn Kinderheime, mehrere Nähschulen, Witwenheime, Krankenhäuser sowie an vier Standorten eine Lepra-Hilfe. Auch sind inzwischen Berufsausbildungszentren errichtet worden; weitere sind geplant.
Nach dem Tod des Gründers übernahm Walter Herter die Leitung der Indienhilfe. Sämtliche Verwaltungsarbeiten geschehen ehrenamtlich, sodass die eingehenden Spendengelder in vollem Umfang den Förderungsprojekten zugutekommen. Seit 1985 ist die Hilfsorganisation in den Bund Evangelisch-Freikirchlicher Gemeinden in Deutschland eingebunden.

### EBM-Stiftung
Seit 2004 gibt es eine vom Land Brandenburg anerkannte EBM-Stiftung. Sie fördert gemäß ihren Statuten die Aktivitäten der EBM und weiß sich insbesondere bestimmten Projekten verbunden. Dazu gehören der innerhalb des Bundes Evangelisch-Freikirchlicher Gemeinden tätige Arbeitskreis Maroua, die Europahilfe German Baptist Aid, die Hans-Herter-Indienhilfe sowie der Förderkreis Terra Nova Mondai. Stiftungsvorsitzender ist der Generalsekretär der Europäischen Baptistischen Mission, Pastor Christoph Haus.

## Arbeitsfelder
Die EBM/MASA ist heute in folgenden Erdteilen und Ländern tätig:
- In Afrika arbeitet sie in Kamerun, Sierra Leone, in der Zentralafrikanischen Republik, in Äquatorial-Guinea, in Südafrika, in Mosambik und in Malawi.
- Süd- und mittelamerikanische Einsatzgebiete sind: Argentinien, Bolivien, Brasilien, Kuba und Peru. Federführend ist hier die MASA.
- Außerdem ist die EBM in Indien und in Portugal tätig.

## Mitglieder

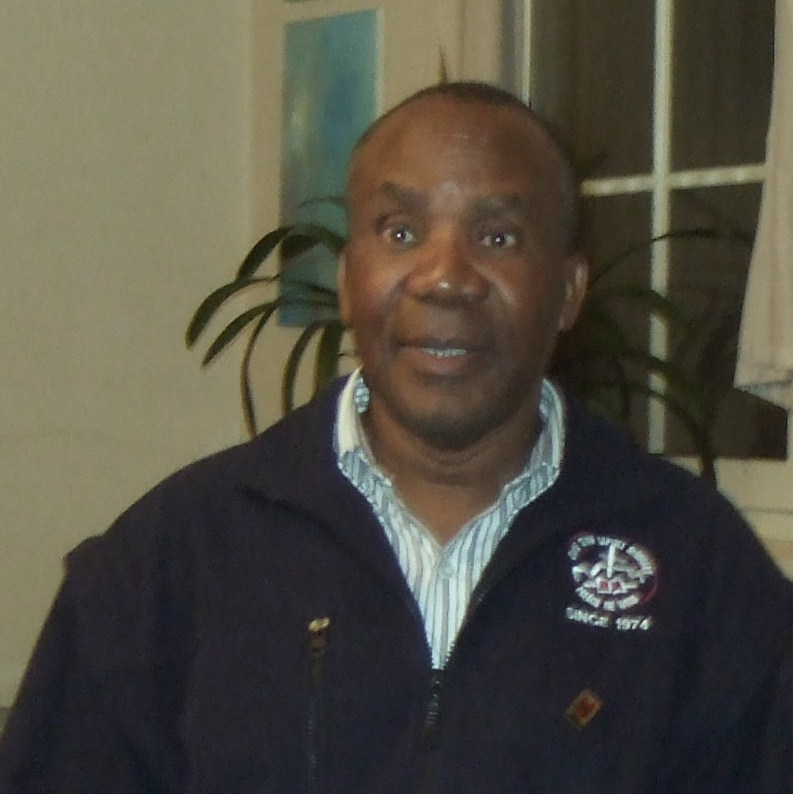
Fletcher Kaiya, Repräsentant der EBM im südlichen Afrika

Im Jahr 2009 gehörten folgende 26 Baptistenunionen zum Mitgliederkreis der EBM/MASA:
- Europäische Baptistenunionen: Baptisten in Deutschland, Baptisten in Finnland, Baptisten in Frankreich, Internationaler Baptistenbund, Baptisten in Italien, Baptisten in Kroatien, Baptisten in den Niederlanden, Baptisten in Norwegen, Baptisten in Österreich, Baptisten in Portugal, Baptisten in Rumänien, Baptisten in der Schweiz, Baptisten in Spanien, Baptisten in Tschechien, Baptisten in Ungarn
- Afrikanische Baptistenunionen: Baptisten in Kamerun, Baptisten in Malawi, Baptisten in Mosambik, Baptisten in Sierra Leone, Baptisten in Südafrika, Baptisten in der Zentralafrikanischen Republik
- Lateinamerikanische Baptistenunionen: Baptisten in Argentinien, Baptisten in Bolivien, Baptisten in Brasilien, Baptisten in Kuba, Baptisten in Peru

## Organisation
Organe der EBM/MASA sind die Missionskonferenz, die Exekutive, das sogenannte Missionsbüro in Wustermark-Elstal sowie die zirka 30 Missionare, die vor allem in Afrika und Lateinamerika arbeiten.
Die Missionskonferenz findet in der Regel einmal pro Jahr statt und entscheidet über alle Finanz-, Personal- und Strategiefragen. Die afrikanischen und südamerikanischen Partnerkirchen der EBM/MASA haben hier neben den europäischen Mitgliedskirchen ebenfalls Sitz und Stimme.
Die Leitung der laufenden EBM/MASA-Arbeit liegt in den Händen der sogenannten Exekutive, deren Mitglieder von der Missionskonferenz berufen werden. Das Missionsbüro Elstal fungiert als zentrale Verwaltungsstelle.
Die von der EBM/MASA berufenen Missionare arbeiten in Kooperation mit den jeweiligen Partnerkirchen sowohl im theologischen als auch im diakonischen Bereich.
Die Finanzierung der Missions- und Entwicklungshilfearbeit erfolgt ausschließlich durch Spendengelder, deren bestimmungsgemäße Verwendung von einem anerkannten Wirtschaftsprüfer kontrolliert werden.